# Iben
Iben er et dansk pigenavn. Navnets oprindelse er uvist, men der er flere teorier[kilde mangler]:
- Iben stammer måske fra træsorten ibenholt og betyder "mørk lød"!
- Iben er måske et kælenavn af navnet Ivo, som på gammeltysk (måske oldfrankisk) betyder bue eller nåletræ/takstræ.[1]
- Iben stammer måske fra ordet eibe som på oldfrankisk betyder bue af ibenholdt. Iben kan i denne forbindelse betyde bueskytte.
- Iben er sandsynligvis opstået som en kvindelig form af drengenavnet Ib, der igen er en forkortning af Jakob. Der er dog ingen kilder på denne forbindelse, så det er muligt, at de to navne endte tilfældigt at ligne hinanden.

I 2008 er der ifølge Danmarks Statistik 3796 kvinder ved navn Iben i Danmark.

## Kendte personer med navnet
- Iben Hjejle, skuespiller
- Iben Tinning, golfspiller
- Iben Maria Zeuthen, tv- og radiovært
- Iben Wurbs, skuespiller og dukkefører
- Iben Mondrup, forfatterinde

## Navnet anvendt i fiktion
- Iben Skjold-Hansen, senere "Iben Skjern" er en figur i Matador. Hun spilles af Ulla Henningsen.